# معد (اسم)
معد هو اسم علم مذكر من أصل عربي، ومعناه هو الاستعداد التهيؤ، من «العد» وهو الإحصاء أو من «الاعتداد».

## شخصيات تحمل الاسم
- معد بن عدنان

## وصلات خارجية
- موسوعة السلطان قابوس لأسماء العرب